# Messimy
Messimy este o comună în departamentul Rhône din sud-estul Franței. În 2009 avea o populație de 3.265 de locuitori.

## Evoluția populației
| An        | 1975  | 1982  | 1990  | 1999  | 2006  | 2009  |
| --------- | ----- | ----- | ----- | ----- | ----- | ----- |
| Populație | 1.384 | 1.605 | 2.017 | 2.696 | 3.128 | 3.265 |